# Duch Czasów
Duch Czasów – kwartalnik dotyczący  chrześcijańskiego nauczania, biblijnej teologii oraz różnych aspektów codziennego życia chrześcijańskiego. Ponadto publikuje świadectwa nawróceń i życia ludzi, którzy zawierzyli Bogu. Porusza także tematy związane z ewangelizacją, wychowaniem i życiem społecznym. Wszelkie podejmowane zagadnienia są konfrontowane z treścią Pisma Świętego, jako jedynej reguły wiary. Do każdego numeru jest załączona wkładka „Kącik dla dzieci”, zawierająca opowiadania i materiały katechetyczne dla najmłodszych.
Czasopismo wydawane jest przez Wydawnictwo „Duch Czasów”, działające przy Kościele Chrześcijan Dnia Sobotniego. Kościół wydaje czasopismo od 1966 r. W roku 1996 osiągało ono nakład 1000 egz., w 2005 roku 700 egz. a w 2014 r. nakład wynosił 400 egz. Redaktorem naczelnym Ducha Czasów jest Robert Cyganik.